# 330-та піхотна дивізія (Третій Рейх)
330-та піхотна дивізія (Третій Рейх) (нім. 330. Infanterie-Division) — піхотна дивізія Вермахту, що входила до складу німецьких сухопутних військ у роки Другої світової війни.

## Історія з'єднання
330-та піхотна дивізія була сформована 19 грудня 1941 року на навчальному центрі «Вандерн» (нім. Truppenübungsplatz Wandern) в III військовому окрузі під час 17-ї хвилі мобілізації вермахту, як одна із так званих дивізій «Валькірій». Спочатку відбувався процес бойової підготовки та злагодження підрозділів на військовому полігоні Вандерн, де німецькі війська готувалися до дій на Східному фронті. Першим командиром дивізії був Карл Граф, якого 5 січня 1942 року змінив Едвін фон Роткірх унд Трах. Дивізія складалася з трьох піхотних полків (554-го, 555-го, 556-го) по два батальйони в кожному, загалом шість піхотних батальйонів, а також 330-го артилерійського полку дводивізійного складу та частин підтримки й забезпечення дивізії.
З Седльці дивізію перекинули на Східний фронт, де передали в підпорядкування командиру LIX армійського корпусу (спочатку при 3-й танковій армії) з лютого по жовтень 1942 року. Частини дивізії вели оборонні бої в районі Демидов—Боярщина—Титовщина. У листопаді дивізія ненадовго служила в XXXXI танковому корпусі, перш ніж перейти під командування VI армійського корпусу з грудня 1942 по серпень 1943.
9 квітня 1943 року 556-й полк (тепер перейменований на 556-й гренадерський полк, як і інші попередні піхотні полки) було розформовано, а його батальйони передали до 554-го та 555-го полків, що призвело до поділу на два полки по три батальйони кожен, без зміни загальної чисельності гренадерських батальйонів у дивізії.
У вересні 1943 року 330-ту піхотну дивізію передали до IX армійського корпусу 4-ї армії. Це залишалося останнім завданням дивізії, оскільки 2 листопада 1943 року її було розформовано. Підрозділи 554-го гренадерського полку згодом були використані для формування 330-ї дивізійної групи, яка продовжила службу в 342-й піхотній дивізії XII армійського корпусу 4-ї армії.

## Райони бойових дій
- Німеччина (грудень 1941 — січень 1942);
- Східний фронт (центральний напрямок) (січень 1942 — листопад 1943).

## Командування

### Командири
- генерал-лейтенант Карл Граф (нім. Karl Graf) (19 грудня 1941 — 5 січня 1942)
- генерал-лейтенант Едвін фон Роткірх унд Трах (5 січня 1942 — 22 червня 1943)
- генерал-майор Георг Цваде (нім. Georg Zwade) (22 червня — 23 вересня 1943)
- генерал-лейтенант Вільгельм Фаллей (23 вересня — 5 жовтня 1943)
- генерал-майор Ганс Зауербрей (нім. Hans Sauerbrey) (5 жовтня — 2 листопада 1943).

### Підпорядкованість
| Час      | Корпус         | Армія          | Група армій (округ)  | Штаб                     |
| -------- | -------------- | -------------- | -------------------- | ------------------------ |
| 1941     |                |                |                      |                          |
| грудень  | формування     |                | III військовий округ | Навчальний центр Вандерн |
| 1942     |                |                |                      |                          |
| січень   | передислокація | передислокація | передислокація       | Білорусь                 |
| лютий    | LIX ак         | 3 ТА           | Група армій «Центр»  | Демидов                  |
| травень  | LIX ак         |                | Група армій «Центр»  | Демидов                  |
| листопад | XXXXI тк       | 9 А            | Група армій «Центр»  | Веліж                    |
| грудень  | VI ак          | 9 А            | Група армій «Центр»  | Веліж                    |
| 1943     |                |                |                      |                          |
| січень   | VI ак          | 9 А            | Група армій «Центр»  | Веліж                    |
| квітень  | VI ак          | 3 ТА           | Група армій «Центр»  | Веліж                    |
| вересень | IX ак          | 4 А            | Група армій «Центр»  | Орша                     |

### Склад
| 1941                                   | 1943                     |
| -------------------------------------- | ------------------------ |
| 554-й піхотний полк                    | 554-й гренадерський полк |
| 555-й піхотний полк                    | 555-й гренадерський полк |
| 556-й піхотний полк                    | —                        |
| 330-й артилерійський полк              |                          |
| 330-й інженерний батальйон             |                          |
| 330-й протитанковий дивізіон           |                          |
| 330-й дивізійний батальйон зв'язку     |                          |
| 330-тє дивізійне управління постачання |                          |